# Franklin Bartlett
Franklin Bartlett (* 10. September 1847 in Worcester County, Massachusetts; † 23. April 1909 in New York City) war ein US-amerikanischer Jurist und Politiker. Zwischen 1893 und 1897 vertrat er den Bundesstaat New York im US-Repräsentantenhaus.

## Werdegang
Franklin Bartlett wurde während des Mexikanisch-Amerikanischen Krieges in Worcester County geboren. Er graduierte 1865 am Brooklyn Polytechnic Institute und 1869 an der Harvard University. Dann besuchte er 1869 die Columbia College Law School. Seine Zulassung als Anwalt bekam er im folgenden Jahr. Bartlett besuchte in den Jahren 1870 und 1871 das Exeter College und die University of Oxford in Großbritannien. 1873 schloss er die Kurse an der Columbia College Law School ab. Er war 1890 Mitglied der Constitutional Commission of the State of New York. Politisch gehörte er der Demokratischen Partei an. 1892 nahm er als Delegierter an der Democratic National Convention in Chicago teil.
Bei den Kongresswahlen des Jahres 1892 für den 53. Kongress wurde er im siebten Wahlbezirk von New York in das US-Repräsentantenhaus in Washington, D.C. gewählt, wo er am 4. März 1893 die Nachfolge von Edward J. Dunphy antrat. Er wurde einmal wiedergewählt. Im Jahr 1896 erlitt er bei seiner Wiederwahlkandidatur eine Niederlage und schied nach dem 3. März 1897 aus dem Kongress aus.
Im Spanisch-Amerikanischen Krieg diente er als Colonel der Volunteers. Er verstarb am 23. April 1909 in New York City und wurde dann auf dem Green-Wood Cemetery in Brooklyn beigesetzt.